# Tittabawassee Township, Michigan
Tittabawassee Township ist eine Civil township des Saginaw County im US-Bundesstaat Michigan. Bei der Volkszählung von 2010 wurde eine Bevölkerungszahl von 9726 registriert, was einen deutlichen Anstieg im Vergleich zur Volkszählung 2000 mit 7706 Einwohnern bedeutete. Die Gemeinde ist nach dem Tittabawassee River benannt.

## Demographie
Bei der Volkszählung im Jahr 2000 lebten in der Gemeinde 7706 Menschen, 2383 Haushalte und 1849 Familien. Die Bevölkerungsdichte betrug 84,5 Einwohner pro km². Die Einwohnerdichte der Gemeinde betrug 27,5 Personen pro km². Die ethnische Zusammensetzung bestand aus 87,32 % Weiße, 8,89 % Afroamerikaner, 0,53 % Ureinwohner Amerikas, 0,48 % Asiaten, 0,04 % Pazifikinsulaner und 0,78 % aus anderen ethnischen Gruppen. 1,96 % der Bevölkerung entstammten aus zwei oder mehr Ethnien; 3,01 % der Bevölkerung waren spanischer oder lateinamerikanischer Abstammung.
Es gab 2383 Haushalte, von denen 39,2 % Kinder unter 18 Jahren hatten, die mit ihnen lebten. 66,2 % der Haushalte bestanden aus verheirateten Paaren, die zusammen lebten, 8,6 % hatten einen weiblichen Haushalt ohne anwesenden Ehemann und 22,4 % der Haushalte bestanden nicht aus Familien. 18,3 % aller Haushalte waren Single-Haushalte und in 5,7 % lebten Menschen, die 65 Jahre oder älter waren. Die durchschnittliche Haushaltsgröße betrug 2,69 Personen und die durchschnittliche Familiengröße lag bei 3,08 Personen.
Die Altersstruktur der Gemeinde gliederte sich wie folgt: 23,9 % der Gemeindemitglieder waren unter 18 Jahre, 7,5 % 18 bis 24 Jahre alt, 39,2 % 25 bis 44 Jahre alt, 22,0 % von 45 bis 64 und 7,4 % der Einwohner waren 65 Jahre oder älter. Das Durchschnittsalter betrug 35 Jahre und auf 100 Frauen kamen 137,8 Männer. Die ungleiche Geschlechterverteilung war, wenn man die Gruppe der unter 18-Jährigen herausrechnet, sogar noch stärker ausgeprägt. So kamen auf 100 Frauen ab 18 Jahren 148,2 Männer.
Das jährliche Durchschnittseinkommen eines Haushalts betrug 54.980 USD, das Durchschnittseinkommen einer Familie 66.455 USD. Männer hatten ein Durchschnittseinkommen von 50.137 USD, Frauen 30.994 USD. Der Gender-Pay-Gap betrug demnach knapp 38 %.
Das Pro-Kopf-Einkommen der Gemeinde betrug 20.554 USD und lag damit bei ca. einem Drittel des durchschnittlichen Einkommens der US-Amerikaner. Etwa 4,3 % der Familien und 4,7 % der Bevölkerung befanden sich unterhalb der Armutsgrenze, darunter 4,0 % der unter 18-Jährigen und 6,8 % der über 65-Jährigen.

## Institutionen und Infrastruktur
Das „Saginaw Correctional Facility“, ein Staatsgefängnis für männliche Erwachsene, befindet sich am nördlichen Rand der Gemeinde.
Auch befindet sich das „R1SE Education and Recreation Center“, ein innovatives Lernstudio für Kinder, im Tittabawassee Township.